# Ehrenfried Walther von Tschirnhaus
Ehrenfried Walther von Tschirnhaus (o Tschirnhausen) (Kieslingswald, 10 aprile 1651 – Dresda, 11 ottobre 1708) è stato un matematico, inventore, fisico, medico e filosofo tedesco.
Fu l'inventore della porcellana in Europa, un'invenzione per lungo tempo attribuita a Johann Friedrich Böttger. Come matematico diede il suo contributo all'algebra dei polinomi sviluppando la trasformazione omonima.

## Opere
- Ehrenfried Walter von Tschirnhaus, Medicina corporis, seu cogitationes admodum probabiles de conseruanda sanitate, Amsterdam, Albertus Magnus & Jan Rieuwertsz, 1686.
- Ehrenfried Walter von Tschirnhaus, Medicina mentis, sive tentamen genuinae logicae, in qua disseritur de methodo detegendi incognitas veritates, Amsterdam, Albertus Magnus & Jan Rieuwertsz, 1687.

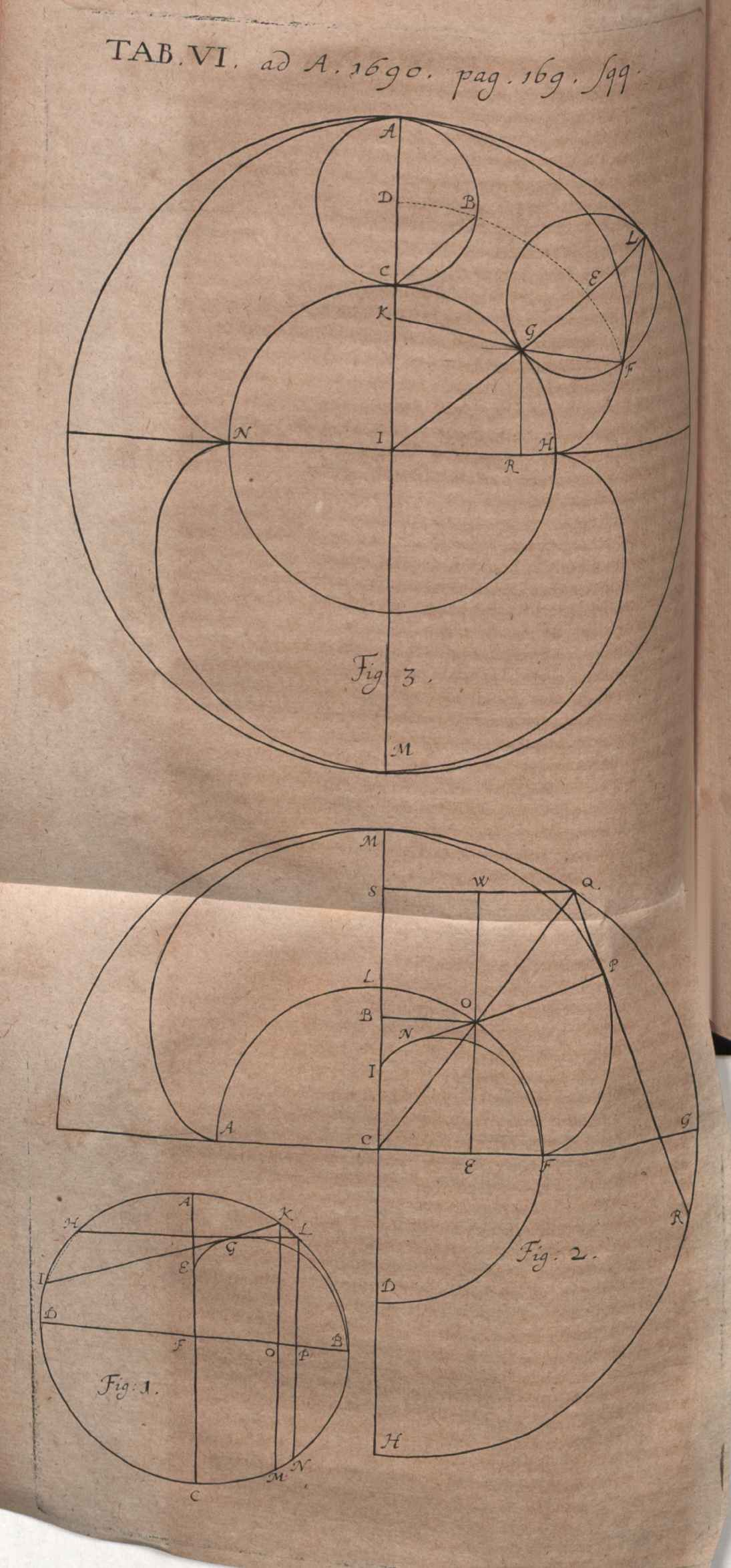
Illustrazione al saggio Curva geometrica pubblicato sugli Acta Eruditorum del 1690

- Medicina mentis, Amsterdam, 1687 (traduzione italiana Napoli, Guida 1987).